# Apollo Group
Apollo Group est une entreprise américaine cotée en bourse qui fait partie de l'indice NASDAQ-100 et qui est propriétaire de plusieurs universités privées. Son siège social est basée à Phoenix, Arizona, aux États-Unis.
Elle est active dans le secteur de l'éducation et possède des universités aux États-Unis, au Mexique et en Grande-Bretagne en plus de nombreux autres instituts d'enseignement.  Elle possède et gère notamment l'Université de Phoenix en Arizona.

## Historique
Cette corporation fut fondée par le milliardaire John Sperling en 1978.
En 2011, elle a du fermer le campus de l'Université Meritus (en), dont elle est la seule propriétaire et qui est située au Nouveau-Brunswick, Canada.